# Ricardo Monteagudo Canal
Ricardo Monteagudo Canal fue un político peruano. Fue miembro del Congreso Constituyente de 1931.
Participó en las elecciones generales de 1931 como candidato del partido Unión Revolucionaria liderada por Luis Miguel Sánchez Cerro quien había derrocado al presidente Augusto B. Leguía y fue elegido como diputado constituyente por el departamento del Cusco.